# La Banquise (revue)
Pour les articles homonymes, voir La Banquise.
La Banquise est une revue française d'« ultragauche », fondée en 1983 par Gilles Dauvé, Serge Quadruppani et Jean-Pierre Carasso, et publiée jusqu'en 1986.

## Rupture avecLa Guerre sociale
La création de La Banquise résulte de la rupture de ces militants avec Pierre Guillaume, en raison du soutien apporté par les éditions La Vieille Taupe aux thèses négationnistes de Robert Faurisson (et de Paul Rassinier) et de la modification de la ligne éditoriale de la revue La Guerre sociale,. Une rupture qui n'est ni franche, ni aussi claire que ne le soulignent les protagonistes de l'époque comme le rapporte Valérie Igounet.
La revue paraît de manière erratique de 1983 à 1986 (n°1 printemps 1983, n°2 été 1983, n°3 été 1984 et n°4 été 1986). Serge Quadruppani est responsable de la publication alors que Gilles Dauvé assure la direction de la publication pour les deux premiers et participe aux derniers numéros de celle-ci.
Dans le premier numéro de La Banquise, en 1983, on peut lire un article non signé, rédigé par Serge Quadruppani et Gilles Dauvé, intitulé : « L’Horreur est humaine », et sous-titré : « Les camps de concentration sont l’enfer d’un monde où le paradis est le supermarché ». Ce texte déclenche une polémique , notamment avec Didier Daeninckx qui dénonce un négationnisme d'ultra-gauche,.
Dans le numéro 2, les rédacteurs de La Banquise font une autocritique par un texte intitulé « Le roman de nos origines », ou, si ce n'est une autocritique, exposent les raisons de leur rupture avec une tendance négationniste incarnée par les revues La Vieille Taupe, et La Guerre sociale.
Les 4 numéros contiennent des critiques des situationnistes.
Serge Quadruppani, en 2005, après l'épisode de la polémique avec Didier Daeninckx sur la question du négationnisme, écrit : 
« La Banquise démontrait la nature antisémite des raisonnements de Faurisson, affirmait qu’on ne pouvait discuter avec quelqu’un comme lui qui "tord le sens des mots" et le déclarait "indéfendable". Dans nos positions globalement anti-faurissoniennes subsistaient néanmoins des ambiguïtés, des formulations malencontreuses et, dans notre souci de dénoncer l’instrumentalisation du génocide, nous utilisions des formules polémiques qui, détachées du contexte, apparaissent aujourd’hui passablement choquantes. »
Après la disparition de La Banquise en 1986, ses anciens rédacteurs fondent en 1988 une nouvelle revue, Le Brise-glace.